# Achalinus dabieshanensis
Achalinus dabieshanensis — вид неотруйних змій родини ксенодермових (Xenodermatidae). Описаний у 2023 році.

## Назва
Видова назва dabieshanensis вказує на поширення у горах Дабі.

## Поширення
Ендемік Китаю. Відомий з трьох зразків, що зібрані у двох місцях: голотип у провінційному заповіднику Фуцилін у горах Дабі (30°57′47.88′′ пн. ш., 116°04′37.20′′ сх. д.; 1361 м над рівнем моря), повіт Гуошань, місто Луань, провінція Аньхой; два паратипи у природному заповіднику Яолуопін (30◦59′05.99′′ N, 116◦04′45.20′′ E; 1051 м над рівнем моря) в повіті Юесі у місті Аньцін провінції Аньхой. Припускається, що вид поширений ширше у горах Дабі.